# 尾崎沙織
尾崎沙織（日语：／ Ozaki Saori，1996年7月10日—），日本女子羽毛球運動員，現已退役。埼玉縣出生，畢業於埼玉榮高校，曾隸屬於NTT東日本株式會社南關東設備部（東京），並為該社的羽毛球隊成員，隊員編號6號。

## 簡歷
2014年2月，尾崎沙織代表參加臺北市舉行的亞洲青年羽毛球錦標賽，除助球隊贏得團體賽季軍外，亦與川島里羅合作赢得女子雙打比賽季軍。
2016年4月，尾崎沙織与川島里羅出戰芬蘭羽毛球公開賽，在女雙準決賽以0比2（18-21、10-21）不敌队友的新玉美鄉/渡邊茜。
2017年2月，尾崎沙織与川島里羅出戰奧地利羽毛球公開賽，在女雙決賽以2比1（18-21、22-20、21-11）擊敗中国组合，奪得其首個國際職業賽冠軍。
2018年4月，尾崎沙織与川島里羅出戰大阪羽毛球國際挑戰賽，在女雙準決賽以0比2（16-21、13-21）不敌赛会3号种子、队友的櫻本絢子/高畑祐紀子。

## 主要比賽成績
只列出曾進入準決賽的國際賽事成績：
| 年份   | 賽事                 | 公開賽級別 | 項目     | 拍檔       | 成績   |
| ------ | -------------------- | ---------- | -------- | ---------- | ------ |
| 2014年 | 亞洲青年羽毛球錦標賽 | 其他       | 混合團體 | －         | 季軍   |
| 2014年 | 亞洲青年羽毛球錦標賽 | 其他       | 女子雙打 | 川島里羅   | 季軍   |
| 2014年 | 世界青年羽毛球錦標賽 | 其他       | 混合團體 | －         | 季軍   |
| 2016年 | 芬蘭羽毛球公開賽     | 國際挑戰賽 | 女子雙打 | 川島里羅   | 準決賽 |
| 2017年 | 奧地利羽毛球公開賽   | 國際挑戰賽 | 女子雙打 | 川島里羅   | 冠軍   |
| 2018年 | 大阪羽毛球國際挑戰賽 | 國際挑戰賽 | 女子雙打 | 川島里羅   | 準決賽 |
| 2019年 | 大阪羽毛球國際挑戰賽 | 國際挑戰賽 | 女子雙打 | 川島里羅   | 亞軍   |
| 2019年 | 丹麥羽毛球國際賽     | 國際挑戰賽 | 女子雙打 | 渡邊茜     | 冠軍   |
| 2020年 | 愛沙尼亞羽毛球國際賽 | 國際系列賽 | 女子雙打 | 宮浦玲奈   | 冠軍   |
| 2020年 | 愛沙尼亞羽毛球國際賽 | 國際系列賽 | 混合雙打 | 西川裕次郎 | 冠軍   |
| 2020年 | 瑞典羽毛球公開賽     | 國際系列賽 | 混合雙打 | 西川裕次郎 | 冠軍   |

| 2007-2017年 | 首要超級賽 | 超級賽 | 黃金大獎賽 | 大獎賽 | 國際挑戰賽 | 國際系列賽 | 未來系列賽 | 其他 |

| 2018-2026年 | 總決賽 | 超級1000賽 | 超級750賽 | 超級500賽 | 超級300賽 | 超級100賽 | 國際挑戰賽 | 國際系列賽 | 未來系列賽 | 其他 |